# Ziekenfondsgrens
De ziekenfondsgrens was tot 1 januari 2006 het brutoloon in Nederland waaronder een werknemer verplicht verzekerd was voor het ziekenfonds. Boven die grens moesten werknemers zich particulier verzekeren.
In 2004 lag de ziekenfondsgrens op:
- 32.600 euro voor particulieren
- 20.800 euro voor zelfstandigen
- 20.750 euro voor 65-plussers

Omdat per 1 januari 2006 in Nederland de basisverzekering is ingevoerd, waardoor het onderscheid tussen ziekenfonds en particuliere verzekering is komen te vervallen, bestaat er sindsdien geen ziekenfondsgrens meer.